# Litoria nigropunctata
Litoria nigropunctata (black-dotted treefrog) es una especie de anfibio anuro del género Litoria, de la familia Hylidae.

## Distribución geográfica
Es originaria de Nueva Guinea Occidental en Indonesia y Papúa Nueva Guinea.